# グラフトン郡 (ニューハンプシャー州)
グラフトン郡（英: Grafton County）は、アメリカ合衆国ニューハンプシャー州の郡である。人口は9万1118人（2020年） 。郡庁所在地はヘイブリル町（町の中のノースヘイブリル・ビレッジに庁舎がある）である。1972年まで郡庁舎とその他の事務所はやはりヘイブリル町の中にあるウッズビル・ビレッジの中心街にあった。同郡で人口最大の都市はレバノンである。
グラフトン郡はバーモント州にも跨るレバノン都市圏に属している。郡内にはダートマス大学やプリマス州立大学がある。雑誌「プログレッシブ・ファーマー」は2006年に「田園部アメリカで住みたい所」の第4位にグラフトン郡を挙げ、低い失業率（経済成長は鈍い）、適度な生活費、州内唯一の国立公園であるホワイト山国立の森があることをその要因に挙げていた。

## 歴史
グラフトン郡はニューハンプシャー植民地時代の1769年に作られた最初の5郡の1つであり、郡名はイギリスの議会でアメリカの支援者となり、当時イギリスの首相を務めていたオーガスタス・フィッツロイ (第3代グラフトン公)に因んで名づけられた。グラフトン郡は1771年にウッズビルで組織され、現在はバーモント州に入っている多くの町を含めニューハンプシャーの北部フロンティアの全体を領域にしていた。1803年、北部にコーアス郡が設立された。郡の南にはストラッフォード郡、ヒルズボロ郡、チェシャー郡があり、東の境界はメイン地区に接していた。1797年の郡内には50のタウンシップと17のロケーションが入っていた。人口は23,093人だった。

## 地理

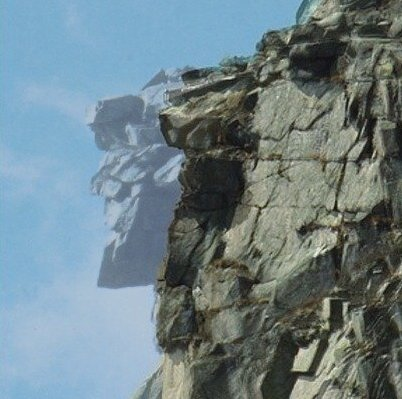
オールドマン・オブ・ザ・マウンテン、2003年に崩壊した部分を重ねた合成写真

アメリカ合衆国国勢調査局に拠れば、郡域全面積は1,750平方マイル (4,532 km2)であり、このうち陸地1,713平方マイル (4,437 km2)、水域は37平方マイル (96 km2)で水域率は2.10%である。
グラフトン郡はほとんど田園部である。面積の約半分はホワイト山国立の森に入っている。1981年の映画『黄昏』に使われたスカム湖やオールドマン・オブ・ザ・マウンテンが郡内にあり、またダートマス大学やハバード・ブルック実験森林もある。州内の標高4,000フィート (1,200 m) を超える山の多くが郡内に入っている。アパラチアン・トレイルが郡内の少なくとも10の町を通っている。

### 隣接する郡
- エセックス郡 (バーモント州) - 北
- コーアス郡 - 北東
- キャロル郡 - 東
- ベルナップ郡 - 南東
- メリマック郡- 南
- サリバン郡- 南
- ウィンザー郡 (バーモント州) - 南西
- オレンジ郡 - 西
- カレドニア郡 (バーモント州) - 北西

### 国立保護地域
- ホワイト山国立の森（部分）

## 郡政府と政治
| 年     | 民主党       | 共和党       |
| ------ | ------------ | ------------ |
| 2012年 | 60.9% 29,826 | 37.2% 18,208 |
| 2008年 | 63.0% 31,446 | 35.5% 17,687 |
| 2004年 | 55.7% 26,180 | 43.2% 20,277 |
| 2000年 | 47.3% 18,326 | 46.7% 18,092 |

2000年アメリカ合衆国大統領選挙では、民主党のアル・ゴアが郡内総投票数の47.31%を集め、46.71%だった共和党のジョージ・W・ブッシュを僅かに上回って郡を制した。他の候補者も合計で5.98%を取っていた。2004年では、民主党のジョン・ケリーが55.74%を取り、43.17%だったブッシュに差を付けた。2008年では、民主党のバラク・オバマが63.03%を得て、共和党のジョン・マケイン（35.45%）に大差を付けた。州内ではオバマの得た最も高い支持率となった。

### 郡政委員会
グラフトン郡の行政権限は3人の委員による郡政委員会が握っており、委員は郡内の3つの小選挙区から選ばれている。
郡政委員に加えて、郡検察官、登記官、郡保安官、検認登記官、郡財務官の5人も選挙で選ばれている。

### 立法府
郡の立法府は郡選出のニューハンプシャー州議会下院議員全員で構成されており、2012年12月時点で17の地区から27人の議員がいた。
| 支持政党 | 議員数 | 得票率 |
| -------- | ------ | ------ |
| 民主党   | 21     | 77.8%  |
| 共和党   | 6      | 22.2%  |
| 合計     | 27     | 100%   |

## 人口動態
以下は2000年国勢調査による人口統計データである。
| 基礎データ - 人口: 81,743 人 - 世帯数: 31,598 世帯 - 家族数: 20,254 家族 - 人口密度: 18人/km2（48人/mi2） - 住居数: 43,729 軒 - 住居密度: 10軒/km2（26軒/mi2） 人種別人口構成 - 白人: 95.76% - アフリカン・アメリカン: 0.53% - ネイティブ・アメリカン: 0.31% - アジア人: 1.73% - 太平洋諸島系: 0.03% - その他の人種: 0.39% - 混血: 1.26% - ヒスパニック・ラテン系: 1.12% 先祖による構成 - イギリス系：19.0% - アイルランド系：12.9% - フランス系：11.1% - アメリカ人：7.8% - ドイツ系：7.5% - フランス系カナダ人: 6.8% - イタリア系：5.5% 言語による構成 - 英語：95.1% - フランス語：1.5% - スペイン語：1.3% | 年齢別人口構成 - 18歳未満: 21.9% - 18-24歳: 13.5% - 25-44歳: 27.0% - 45-64歳: 24.2% - 65歳以上: 13.4% - 年齢の中央値: 37歳 - 性比（女性100人あたり男性の人口） - 総人口: 96.7 - 18歳以上: 94.3 世帯と家族（対世帯数） - 18歳未満の子供がいる: 29.5% - 結婚・同居している夫婦: 52.4% - 未婚・離婚・死別女性が世帯主: 8.3% - 非家族世帯: 35.9% - 単身世帯: 27.4% - 65歳以上の老人1人暮らし: 9.5% - 平均構成人数 - 世帯: 2.38人 - 家族: 2.90人 収入と家計 - 収入の中央値 - 世帯: 41,962米ドル - 家族: 50,424米ドル - 性別 - 男性: 31,874米ドル - 女性: 25,286米ドル - 人口1人あたり収入: 22,227米ドル - 貧困線以下 - 対人口: 8.6% - 対家族数: 5.1% - 18歳未満: 8.6% - 65歳以上: 7.5% |

## 都市と町
グラフトン郡には38の町、1つの市、1つの未編入タウンシップがある。下表にある未編入村はそれぞれの町の中にある。 

| - レバノン市 - ウェストレバノン村 - ヘイブリル町 - 郡庁所在地 - マウンテンレイクス（国勢調査指定地域） - ノースヘイブリル村 - パイク村 - ウッズビル（国勢調査指定地域） - ハノーバー町 - エトナ村 - アレクサンドリア町 - アシュランド町 - バス町 - マウンテンレイクス（国勢調査指定地域） - ベントン町 - ベスレヘム町 - ブリッジウォーター町 - ブリストル町 - カンプトン町 - カナーン町 - ドーチェスター町 - イーストン町 - エルスワース町 - エンフィールド町 - エンフィールドセンター村 - モントカーム村 - フランコニア町 - グラフトン町 | - グロトン町 - ヘブロン町 - イーストヘブロン村 - ホルダネス町 - ランダフ町 - リンカーン町 - リスボン町 - リトルトン町 - リバモア・タウンシップ - ライマン町 - ライム町 - ライムセンター村 - モンロー町 - オレンジ町 - オーフォード町 - ピアモント町 - プリマス町 - ラムニー町 - スティンソンレイク村 - シュガーヒル町 - ソーントン町 - ウォーレン町 - グレンクリフ村 - ウォータービルバレー町 - ウェントワース町 - ウッドストック町 - ノースウッドストック（国勢調査指定地域） |

## メディア
郡内には多くのラジオ局がある。AM局は4局だが、FM局は20局あり、公共ラジオのものやプリマス州立大学の放送もある。